# Girocompás

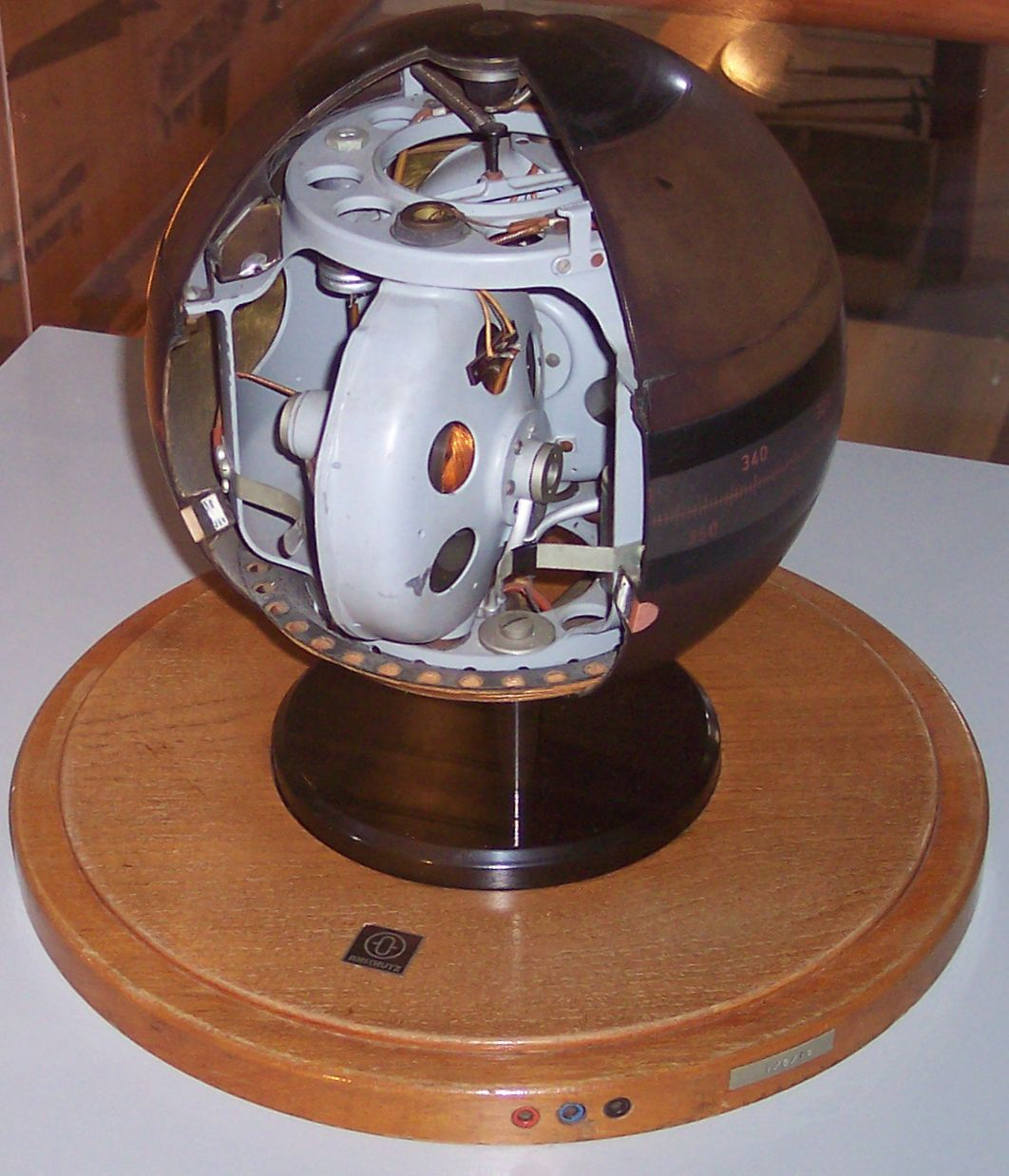
Corte de la esfera de un girocompás Anschütz.

Un girocompás es una brújula que mira siempre al norte geográfico usando un juego de discos o anillos que giran muy rápido (movidos electrónicamente) y las fuerzas de fricción para aprovechar la rotación de la Tierra. Los girocompases se usan ampliamente en los barcos. Tienen dos ventajas principales sobre las brújulas magnéticas:
- Señalan al norte geográfico, es decir, la dirección del eje de rotación de la Tierra, y no al norte magnético.
- No se ven afectados por el metal del casco de los barcos.

## Funcionamiento
Un girocompás es esencialmente un giróscopo, una rueda girando montada de forma que su eje queda libre para orientarse en cualquier dirección. Supongamos que la rueda gira con su eje señalando en alguna dirección diferente a la de la estrella polar. Debido a la ley de conservación del momento angular, una rueda en esta situación mantendrá su orientación original. Dado que la Tierra rota, para un observador estacionario sobre la Tierra parecerá que el eje del giróscopo rota una vez cada 24 horas. Un giróscopo rotando de esta forma no puede usarse en navegación. El ingrediente adicional crucial necesario para un girocompás es algún mecanismo que aplique un par de giro cuando el eje del giróscopo no señale al norte.
Un método usa fricción para aplicar el par necesario: el giróscopo del girocompas no es por tanto totalmente libre para reorientarse por sí mismo. Si, por ejemplo, un dispositivo conectado al eje se sumerge en un fluido viscoso, entonces dicho fluido se resistirá a la reorientación del eje. Esta fuerza de fricción provocada por el fluido resulta en un par de giro actuando sobre el eje, provocando que este gire en una dirección ortogonal al par (es decir, precedente) hacia el norte geográfico (la estrella polar). Una vez que el eje apunte hacia el norte, parecerá estacionario y no experimentará ninguna fuerza de fricción más. Esto se debe a que el norte geográfico es la única dirección para la que el giróscopo puede permanecer sobre la superficie de la Tierra sin ser forzado a cambiar. Se considera que este es un punto de energía potencial mínima.
Otro método más práctico es usar pesos para forzar al eje del giróscopo a permanecer horizontal con respecto a la superficie de la Tierra, pero permitirle rotar libremente dentro de ese plano. En este caso, la gravedad aplicará un par de giro obligando al eje del giróscopo a orientarse hacia el norte. Debido a que los pesos confinarán al eje a estar horizontal respecto a la superficie de la Tierra, este nunca puede alinearse con el eje del planeta (excepto en el ecuador) y debe realinearse a medida que la Tierra rota. Pero con respecto a la superficie terrestre, el giróscopo parecerá estar estacionario y señalando junto a la superficie terrestre hacia el polo norte geográfico.
Dado que el funcionamiento de un girocomprás depende crucialmente de su rotación sobre la Tierra, no funcionará correctamente si el buque en el que está montado se mueve rápidamente, especialmente en la dirección este a oeste.

### Ventajas
Posee dos ventajas sobre el compás magnético.
- Señala la dirección del norte verdadero en oposición al norte magnético indicado por la brújula.
- No se ve afectado por la estructura del buque. No posee desvío; por tanto, si bien posee un pequeño error, este es constante a todo rumbo.

Estas ventajas permiten la aplicación del girocompás en minería, donde instrumentos como el GPS o la brújula no serían útiles debido a la dificultad en la recepción del GPS o a la poca fiabilidad de la brújula debido a la presencia de vetas metálicas.

### Desventajas
- Requiere de una fuente constante de energía.
- Es mucho más costoso.

## Historia
El girocompás fue patentado en 1885 por el holandés Martinus Gerardus van den Bos, si bien su diseño nunca funcionó adecuadamente. En 1889, el capitán Arthur Krebs diseñó un giróscopo pendular eléctrico para el submarino experimental francés Gymnote, que le permitiría forzar un bloqueo naval en 1890. En 1903, el alemán Herman Anschütz-Kaempfe construyó un girocompás que funcionaba y obtuvo una patente sobre su diseño. En 1908, Anschütz-Kaempfe y el inventor estadounidense Elmer Ambrose Sperry patentaron el girocompás en Gran Bretaña y los Estados Unidos. Cuando Sperry intentó vender este dispositivo a la armada alemana en 1914, Anschütz-Kaempfe le denunció por violación de patente. Sperry argumentó que la patente de Anschütz-Kaempfe no era válida debido a que no mejoraba significativamente la anterior patente de Van den Bos. Se concluyó que Sperry la había infringido al usar un método específico de amortiguamiento. Anschütz-Kaempfe ganó el caso en 1915.